# جان ئی. سونونو
جان ئی. سونونو (به انگلیسی: John E. Sununu) سناتور سابق عضو حزب جمهوری‌خواه ایالات متحده آمریکا بود. وی در سال ۲۰۰۳ تا ۲۰۰۹ میلادی سناتور ایالت نیوهمپشایر در سنای ایالات متحده آمریکا بود.